# Monocelis lacteus
Monocelis lacteus är en plattmaskart som först beskrevs av Diesong 1862.  Monocelis lacteus ingår i släktet Monocelis och familjen Monocelididae. Inga underarter finns listade i Catalogue of Life.